# Erik Hurtado
Erik Hurtado (Fredericksburg, Virginia, Estados Unidos; 15 de noviembre de 1990) es un futbolista estadounidense de ascendencia mexicana. Juega como delantero.

## Trayectoria
Jugó colegialmente durante 4 años en la Universidad de Santa Clara.

## Clubes
| Club                  | País           | Año       |
| --------------------- | -------------- | --------- |
| Vancouver Whitecaps   | Canadá         | 2013-2018 |
| Mjøndalen IF (cedido) | Noruega        | 2015-2016 |
| Sporting Kansas City  | Estados Unidos | 2019-2021 |
| CF Montréal           | Canadá         | 2021      |
| Columbus Crew         | Estados Unidos | 2021-2022 |
| San Antonio FC        | Estados Unidos | 2023      |
| DC United             | Estados Unidos | 2023      |

## Palmarés

### Títulos nacionales
| Título                | Club                | País   | Año  |
| --------------------- | ------------------- | ------ | ---- |
| Campeonato Canadiense | Vancouver Whitecaps | Canadá | 2015 |